# Iphinopsis choshiensis
Iphinopsis choshiensis is een slakkensoort uit de familie van de Cancellariidae. De wetenschappelijke naam van de soort is voor het eerst geldig gepubliceerd in 1958 door Habe.